# Srpski film
Srpski film (cyrilicí Српски филм) je srbský explicitní horor z roku 2010, který produkoval a režíroval Srđan Spasojević ve svém celovečerním režijním debutu, na scénáři se podílel Aleksandar Radivojević. Snímek vypráví o zkušenostech pornoherce, který se potýká s finančními problémy a souhlasí s účastí v "uměleckém filmu".
Po svém debutu na poli uměleckých filmů si snímek získal značnou pozornost a kontroverzi kvůli zobrazování násilí a sexuálního obsahu. Film byl zakázán v několika zemích včetně Filipín, Španělska, Austrálie, Nového Zélandu, Malajsie a Norska a dočasně bylo zakázáno jeho promítání v Brazílii. Pro uvedení ve Spojeném království byly vyškrtnuty některé explicitní scény. Pověst filmu přetrvala až do současnosti a řada zdrojů označuje film za nejznepokojivější film všech dob.

## Příběh
Bývalý pornoherec Miloš žije se svou rodinou poklidný život. Peněz je ale málo. Brzy ale přijde nabídka od bohatého režiséra Vukmira. Jedná se o ojedinělý projekt, který by celou Milošovu rodinu zajistil do konce života. Miloš nabídku přijímá. Ze začátku se vše zdá jako běžné natáčení. Každou scénou je ale všechno divnější a divnější. Natáčený film ztrácí veškeré povolené a morální zásady. Je ale už moc pozdě, aby z toho Miloš odešel.

## Obsazení
- Srđan Todorović jako Miloš
- Sergej Trifunović jako Vukmir
- Jelena Gavrilović jako Marija
- Slobodan Beštić jako Marko
- Katarina Žutić jako Lejla
- Anđela Nenadović jako Jeca
- Ana Sakić jako matka Jecy
- Lidija Pletl jako babička Jecy
- Lena Bogdanović jako Vukmirova zdravotní sestra
- Luka Mijatović jako Stefan
- Nenad Heraković jako Strážce
- Carni Đerić jako strážce
- Marko Crljen jako strážce
- Miodrag Krčmarik jako Raša
- Tanja Divnić jako učitelka mateřské školy
- Natasa Miljus jako těhotná žena
- Michael Campton-Benton jako novorozeně